# Club Deportivo O'Higgins (femenino)
El Club Deportivo O'Higgins femenino es la rama femenina del club de fútbol chileno del mismo nombre, radicado en la ciudad de Rancagua. Fue anunciado oficialmente el 15 de noviembre de 2018 en el Monasterio Celeste, como una iniciativa enmarcada en la alianza estratégica con la Corporación Municipal de Deportes de Rancagua.

## Historia
En el año 2019, comienza su participación en la primera edición del Campeonato Nacional Femenino Primera B, siendo el primer y único club de la región de O'Higgins que compite a nivel nacional en competencias femeninas. 
El 13 de noviembre de 2021, tras vencer 2-1 a Rangers de Talca, concretó su ascenso a la Primera División Femenina. El debut de O'Higgins en la división de honor llegó el 5 de marzo de 2022, cuando cayó goleado 9-0 ante Colo-Colo.

## Datos del club
- Temporadas en Primera División: 1 (2022—)
- Temporadas en Primera División B: 3 (2019—2021)
- Mejor puesto en la liga: 2°
- Mejor puesto en Copa Chile: Sin participaciones

## Palmarés

### Torneos nacionales
- Subcampeón de la Primera B (1): 2021